# Саша Димитријевић
Саша Димитријевић (Ниш, 25. мај 1964) српски је карикатуриста, новинар, дизајнер, који је карикатуром почео да се бави случајно. Живи у Нишу и ради у Народним новинама, у којима свакодневно објављује своје карикатуре. Носилац је Пјерове награде и још шездесетак других награда и међу онима је који су проглашени за културни догађај града Ниша. Био је члан низа међународних жирија. Сарадник је Нишвил џез фестивала, чији је визуелни идентитет осмислио. Илустровао је двадесетак књига, и имао исто толико изложби у земљи и иностранству.
Захваљујући богатом опусу, а нарочито делима са темама из свакодневног живота, и оним са дневнополитичком тематиком, Саша је дуги низ година утицао, и утиче на ликовно стваралаштво карикатуриста у Србији.

## Живот и каријера
Саша Димитријевић рођен је у Нишу (25. мај 1964). Једно време, живео је у Сремским Карловцима у које се доселио 1980. године и Новом Саду. 
Школовање
По завршетку основног школовања, средњу школску спрему стакао је у Средњој економској школи „Борис Кидрич“ у Нишу.
Године 1984 уписао се на одсек економије на Економском факултету Универзитета у Нишу, на коме је дипломирао 1990. године.
Радне и животне активности
По завршетку факултета дванаест година радио је као војник по уговору, на централи у чети везе, на нишком војном аеродрому, одакле је 2003. године прешао у дневни нишки лист, Народне новине, када је схватио да да његово животно опредељење није војни позив, већ његова велика љубав цртање карикатура са којом је почео, прво аматерски а онда и професионално, да се бави од своје 16 године.
Наиме иако је од раног детињства волео да црта и кроз карикатуре приказује свет, Саша Димитријевић тек је првих година 21. века постао професионални карикатуриста. Иако је током школовања увек имао четворку из ликовног „јер није хтео да цртам како су наставници тражили“, Саша је постао врстан цртач који је прву награду добио 1981. године за цртеж објављен Политикином забавнику. Све до 2000. године није учествовао на конкурсима карикатуре, а онда се све изменило у његовом животу, када је након само три године (2003), добио прву награду Златни Пјер, на престижном такмичењу карикатуриста у Србији и схватио да треба да постане, ликовни уметник - професионалац.
Саша Димитријевић тренутно живи и ради у Нишу, као карикатуриста у локалним новинама. Повремено ради као сарадник Нишвил џез фестивала, чији је визуелни идентитет и осмислио. Сарађује са дневним листом „Вечерње новости“ и сатиричним часописом „Ошишани јеж“ у којима објављује своје карикатуре. У знак признања, уредништво часописа „Ошишани јеж“ посветило је један број само карикатурама Саше Димитријевића.
|  |  |  |

## Уметничко стваралаштво
Радећи за новине Димитријевић се примарно определио за дневну, новинску, карикатуру али не до краја, јер новинска карикатура, како он каже, 
| „ | ...није само политичка, то је све оно што нас окружује, ту око нас је и изазов јер - предност карикатуре је у томе, посебно када се ради о писаном новинарству, што можеш сваку тему да обрадиш на начин који желиш. Новинари то, или не могу или не смеју. Карикатура је ту у предности. На пример, новинар никада не би могао да каже за неког политичара да је магарац, али карикатуриста има довољно и начина и простора да то каже али на један суптилнији не толико препознатљив али сасвим јасан начин. | ” |

Саша Димитријавић инспирацију за карикатуре налази у свом окружењу, али његова карактеристика, па и квалитет, је у томе што нема посебну особу коју би провлачио кроз своје карикатуре у различитим ситуацијама. Тиме се он успешно супротстваља деформацији, у коју би запао и једног тренутка почео да слика самог себе.
И поред напорног и свакодневни рада, Саша Димитријевић својим карикатурама никада није задовољан до краја и то га тера да се стално доказује у новим инспиритивним ситуацијама и најизазовнијим животним темама.
|  |  |  |

## Самосталне изложбе
- 2016. Сашаве карикатуре, Галерија СКЦ Нови Београд.

## Награде и признања
Саша Димитријевић је носилац преко 100 домаћих и страних награда од којих су најзначајније:
2018.
- Признања „Миодраг Величковић Мивел” за сатирични каиш 2018. године. Признање има светски значај јер је додељено на смотри најбољих цртача света на којој је било 2.789 учесника из 61 земље и са шест континената. Ова престижна награда додељена му је на Балканској смотри младих стрип-аутора у Лесковцу.[2]

2017.
- Главна и победничка награда – Гран при Међународног салона ауто-карикатуре 2017. у Загребу. Тема овогодишње манифестације, која је једна од највише рангираних у Европи и коју традиционално организује Хрватска хумористичка наклада „ХуНа”, била је „Аутомобилом на одмор” и први пут од када се организује најпрестижније признање припало је једном карикатуристи из Србије.[3]

2016.
- Посебно признање за карикатуру на тему „Плин у домаћинству”, Чаковец, Хрватска, Прва међународна изложба карикатура.
- Друга награда на конкурусу у Вирпазару у Црној Гори, на тему "Магарац као угрожена врста".
- Прва награда за карикатуру на тему  “Serbia Open”, Шабац, Шабачки фестивал хумора и сатире „Чивијада”
- Трећа награда, за карикатуру на тему „Бикови да тореадори не“, Мадрид, Шпанија, Светски признати фестивал карикатуре.[4]
- Посебна награда за карикатуру на тему „Здрав живот”, Загреб, 21. Међународна изложба карикатуре.
- Друга награда у категорији карикатуре за карикатуру на тему „Национална кухиња, ”. Крушевац, 24. Међународни фестивал хумора и сатире „Златна кацига”

2015.
- Друга награда, за карикатуру под називом „Ла Винеа“, на конкурсу карикатуре у оквиру манифестације „Вински бал“, на тему вина, која се традиционално одржава у Власотинцу.
- Специјална награда новина „Џумхуријет Газета“, Турска.[5]

2014.
- Прва награда, „Оскар фест“, Црес, Хрватска, са темом „Спорт и спортисти - фудбал на пустом острву“.[6]

2011.
- Прва награда, 16. Међународна изложба карикатуре, Хрватског друштва карикатуриста са темом „Пороци“.[7]
- Награда „Новинар године“.[8]

2005.
- Награда „Класово мајсторско перо“, Крушевац.[9]

2004.
- Награда удружења новинара Србије за најбољу карикатуру.[10]

2003.
- Прва награда, Златни Пјер, Београд